# 平格里 (北达科他州)
平格里（英語：Pingree），是美国北达科他州下属的一座城市。根据2010年美国人口普查，该市有人口60人。